# Lophorochinia parabranchia
Lophorochinia parabranchia is een krabbensoort uit de familie van de Epialtidae. De wetenschappelijke naam van de soort is voor het eerst geldig gepubliceerd in 1969 door Garth.